# Szinkronúszás a 2012. évi nyári olimpiai játékokon
A 2012. évi nyári olimpiai játékokon a szinkronúszásban két versenyszámot rendeztek, amelyeken 24 nemzet 104 sportolója vett részt. A versenyeket augusztus 5. és 10. között tartották.
Magyarországot Czékus Eszter és Kiss Szofi képviselte, akik a páros versenyszámban indultak.

## Részt vevő nemzetek
| Nemzet                 | Csapat | Páros | Sportolók száma |
| ---------------------- | ------ | ----- | --------------- |
| Ausztrália (AUS)       | X      | X     | 9               |
| Ausztria (AUT)         |        | X     | 2               |
| Brazília (BRA)         |        | X     | 2               |
| Kanada (CAN)           | X      | X     | 9               |
| Csehország (CZE)       |        | X     | 2               |
| Kína (CHN)             | X      | X     | 9               |
| Franciaország (FRA)    |        | X     | 2               |
| Nagy-Britannia (GBR)   | X      | X     | 9               |
| Görögország (GRE)      |        | X     | 2               |
| Egyiptom (EGY)         | X      | X     | 9               |
| Magyarország (HUN)     |        | X     | 2               |
| Izrael (ISR)           |        | X     | 2               |
| Olaszország (ITA)      |        | X     | 2               |
| Japán (JPN)            | X      | X     | 9               |
| Kazahsztán (KAZ)       |        | X     | 2               |
| Mexikó (MEX)           |        | X     | 2               |
| Hollandia (NED)        |        | X     | 2               |
| Észak-Korea (PRK)      |        | X     | 2               |
| Oroszország (RUS)      | X      | X     | 9               |
| Dél-Korea (KOR)        |        | X     | 2               |
| Spanyolország (ESP)    | X      | X     | 9               |
| Svájc (SUI)            |        | X     | 2               |
| Ukrajna (UKR)          |        | X     | 2               |
| Egyesült Államok (USA) |        | X     | 2               |
| Összesen: 24 nemzet    | 8      | 24    | 104             |

## Eseménynaptár
| TP | Technikai program | SZP | Szabadprogram | D | Döntő |

| Versenyszám↓/Dátum → | 5., vasárnap | 6., hétfő | 7., kedd | 8., szerda | 9., csütörtök | 10., péntek |
| -------------------- | ------------ | --------- | -------- | ---------- | ------------- | ----------- |
| Páros                | TP           | SZP       | D        |            |               |             |
| Csapat               |              |           |          |            | TP            | SZP, D      |

## Éremtáblázat
(Az egyes számoszlopok legmagasabb értéke vagy értékei vastagítással kiemelve.)
| A 2012. évi nyári olimpiai játékok éremtáblázata szinkronúszásban | A 2012. évi nyári olimpiai játékok éremtáblázata szinkronúszásban | A 2012. évi nyári olimpiai játékok éremtáblázata szinkronúszásban | A 2012. évi nyári olimpiai játékok éremtáblázata szinkronúszásban | A 2012. évi nyári olimpiai játékok éremtáblázata szinkronúszásban | Olimpia  |
| ----------------------------------------------------------------- | ----------------------------------------------------------------- | ----------------------------------------------------------------- | ----------------------------------------------------------------- | ----------------------------------------------------------------- | -------- |
|                                                                   | Ország                                                            | Arany                                                             | Ezüst                                                             | Bronz                                                             | Összesen |
| 1.                                                                | Oroszország (RUS)                                                 | 2                                                                 | 0                                                                 | 0                                                                 | 2        |
| 2.                                                                | Kína (CHN)                                                        | 0                                                                 | 1                                                                 | 1                                                                 | 2        |
| 2.                                                                | Spanyolország (ESP)                                               | 0                                                                 | 1                                                                 | 1                                                                 | 2        |
|                                                                   |                                                                   |                                                                   |                                                                   |                                                                   |          |
| Összesen                                                          | Összesen                                                          | 2                                                                 | 2                                                                 | 2                                                                 | 6        |

## Érmesek
| A 2012. évi nyári olimpiai játékok érmesei szinkronúszásban | | | |
| Versenyszám                                                 | Arany | Ezüst | Bronz |
| Páros                                                       | Oroszország (RUS) · Natalja Iscsenko · Szvetlana Romasina | Spanyolország (ESP) · Ona Carbonell · Andrea Fuentes | Kína (CHN) · Huang Hszüe-csen (Huang Xuechen) · Liu Ou |
| Csapat                                                      | Oroszország (RUS) · Anasztaszija Davidova · Marija Gromova · Elvira Haszjanova · Natalja Iscsenko · Darja Korobova · Alekszandra Packevics · Szvetlana Romasina · Alla Siskina · Anzselika Tyimanyina | Kína (CHN) · Csang Szi · Csen Hsziao-csün · Csiang Ting-ting (Jiang Tingting) · Csiang Ven-ven (Jiang Wenwen) · Huang Hszüe-csen (Huang Xuechen) · Liu Ou · Luo Hszi · Szun Ven-jan · Vu Ji-ven | Spanyolország (ESP) · Clara Basiana · Alba Cabello · Ona Carbonell · Margalida Crespí · Andrea Fuentes · Thaïs Henríquez · Paula Klamburg · Irene Montrucchio · Laia Pons |